# Брендон Гарріс
Брендон Гарріс (нар. 28 листопада 1972) — розробник Wikipedia1, співробітник Фонду Вікімедіа.

## Біографія
Народився у Західній Вірджинії. У 1994 році переїхав до Сан-Франциско.

## Хобі
Брендон любить слухати важкий метал, сам грає на гітарі, любить сигари і скотч.

## Цікавинки
Брендон своїм фото зібрав більше пожертв, ніж Джиммі Вейлз.

## Галерея

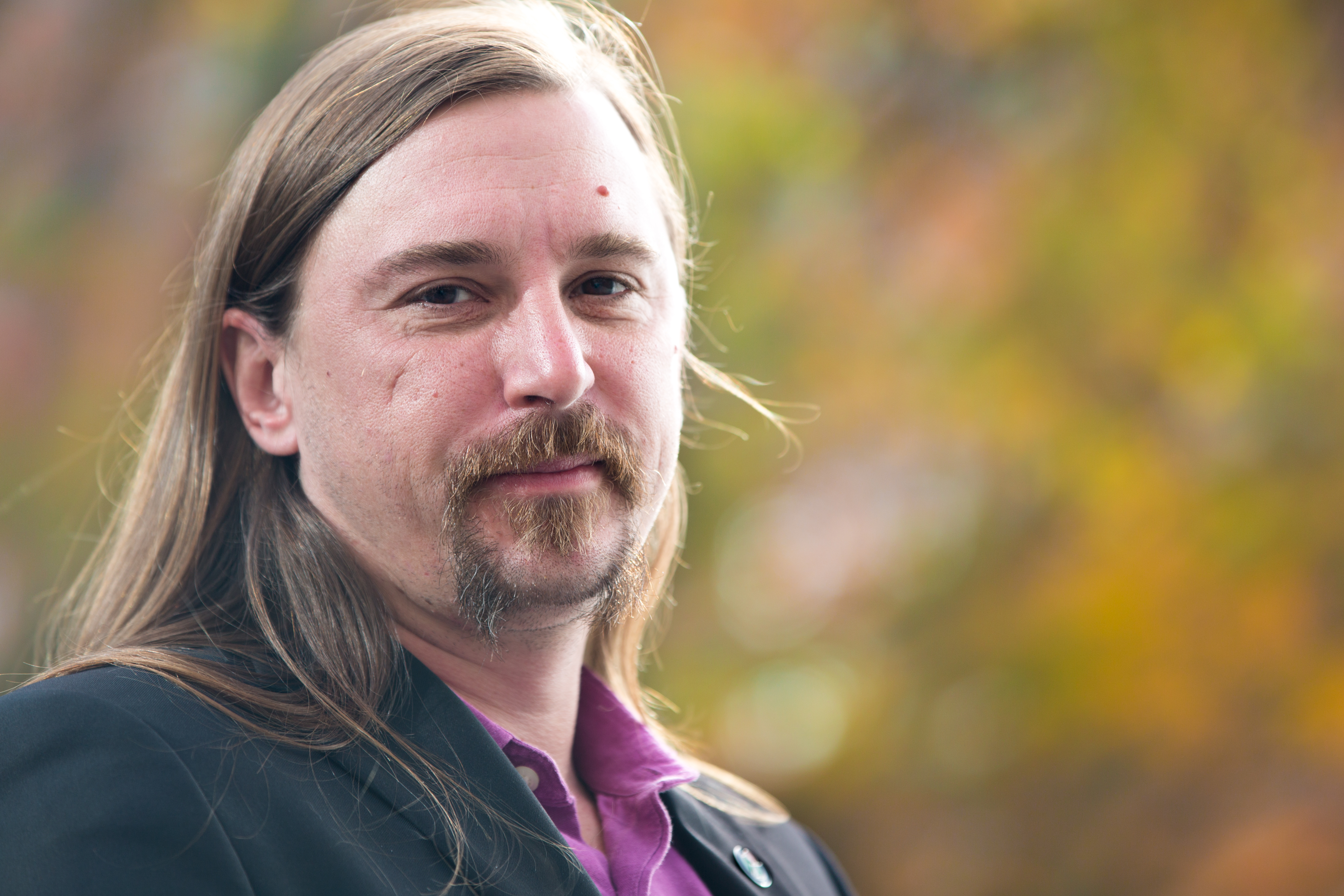
Брендон Гарріс 20 грудня 2012 року